# Teadelfia
Teadelfia (en griego Θεαδέλφειαo, Theadelphia) fue una ciudad de la antigua Grecia en la provincia de Cocodrilópolis cerca de la actual ciudad de Batn Ihrid, 30 kilómetros al noroeste de Medinet el-Faijum en Egipto. Fue habitada desde el siglo III a. C. hasta el siglo IV d. C.
Se conocen un total de siete templos, de los cuales el templo principal estaba dedicado al dios cocodrilo Pnepheros. Según una inscripción, fue erigida en el año 34 de Ptolomeo III.
Al oeste del lugar se excavó una extenso necrópolis en 1898/1899, que fue ocupado por los ptolemaicos hasta el final del período imperial romano.

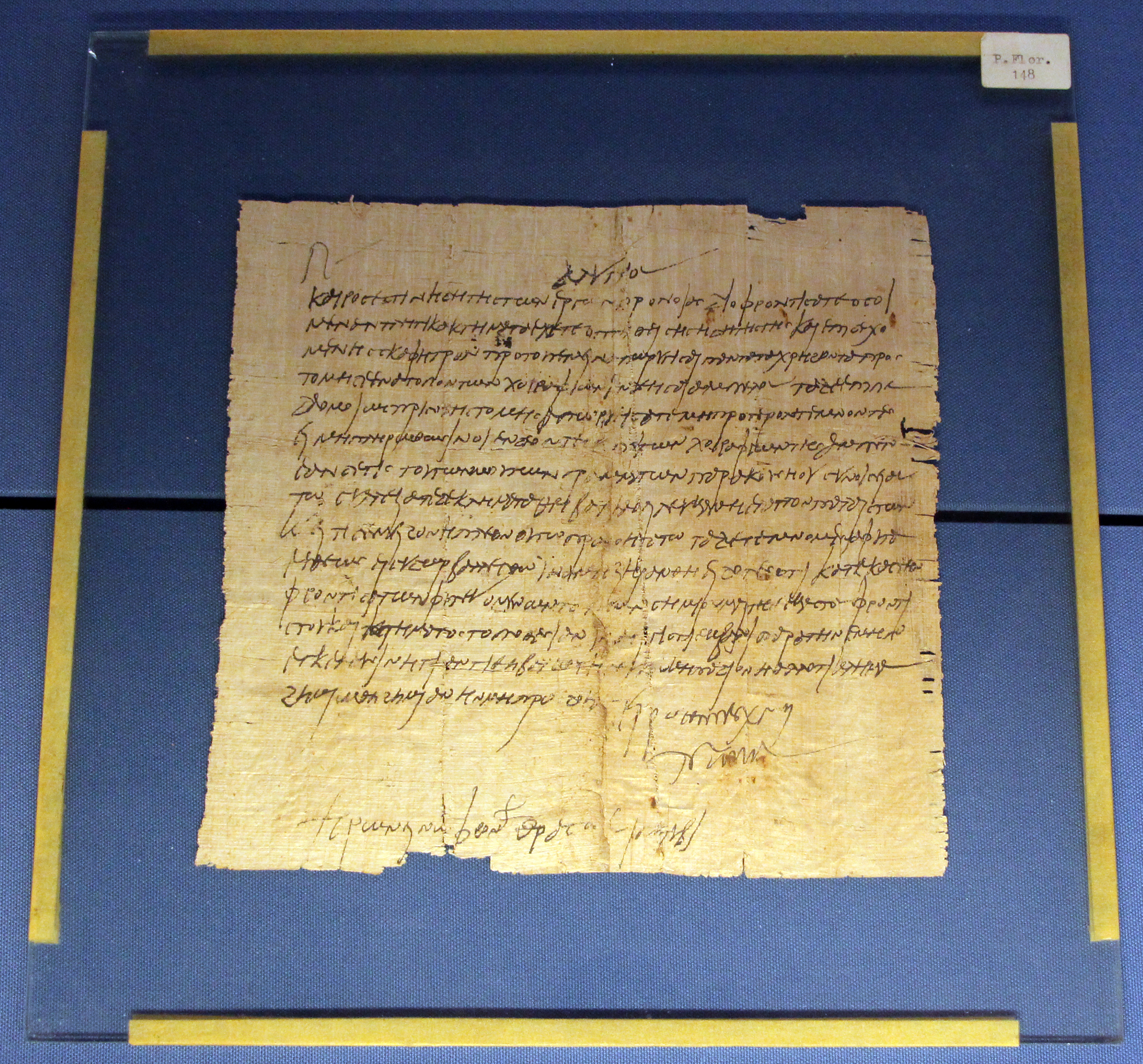
Papiro con instrucciones para la propagación de la vid, P. Flor. II 148, Teadelfia, 265-66 d. C.

Numerosos papiros han sobrevivido desde los siglos I al IV, principalmente de contenido administrativo, como listas de impuestos, confirmaciones de derechos territoriales y otros. Algunos contienen confirmaciones para la realización de ofrendas de culto como evidencia de la creencia de personas nombradas. El grupo se llama Archivo de Herónino en honor al gobernador local.
Partes del templo principal con el altar se encuentran ahora en el Museo Grecorromano de Alejandría, otros hallazgos en el Museo Egipcio de El Cairo. Muchos papiros se encuentran en la colección de papiros del Museo Egipcio de Berlín.